# Nemoura viki
Nemoura viki är en bäcksländeart som beskrevs av Lillehammer 1972. Nemoura viki ingår i släktet Nemoura och familjen kryssbäcksländor. Enligt den svenska rödlistan är arten otillräckligt studerad i Sverige. Arten förekommer i Övre Norrland. Artens livsmiljö är sjöar och vattendrag, våtmarker. Inga underarter finns listade i Catalogue of Life.